# Culex pseudocinereus
Culex pseudocinereus är en tvåvingeart som beskrevs av Theobald 1901. Culex pseudocinereus ingår i släktet Culex och familjen stickmyggor. Inga underarter finns listade i Catalogue of Life.